# Servicio de Impuestos Internos
El Servicio de Impuestos Internos (conocido también por su sigla SII) es el servicio público que tiene a su cargo la aplicación y fiscalización de todos los impuestos internos de Chile (es decir, quedan excluidos los impuestos externos, como por ejemplo típicamente los aranceles) fiscales, o de otro carácter en que tenga interés el Fisco y cuyo control no esté especialmente encomendado a un organismo distinto. El ámbito de su competencia delimita, a su vez, el ámbito de aplicación de la normativa tributaria chilena.
Este servicio depende del Ministerio de Hacienda. Posee una dirección regional en cada región del país y cinco en la Región Metropolitana de Santiago, una Dirección de Grandes Contribuyentes y la respectiva Dirección Nacional. Posee 51 Unidades dependientes de las dirección regionales. 
Actualmente cuenta con 4880 funcionarios.

## Historia

### Administración de los Impuestos sobre Alcoholes(1902-1916)
Sus orígenes están en la Ley N.° 1.515 del 18 de enero de 1902, promulgada por Germán Riesco. Dicha ley estableció el impuesto a la producción de alcoholes y la institución para su recolección y fiscalización: la Administración de los Impuestos sobre Alcoholes, con el ingeniero Julio Cousin Daumiere como su primer director.

### Dirección General de Impuestos Internos(1916-1965)
Posteriormente se fueron agregando nuevos impuestos (al tabaco y las barajas) y otros tributos lo cual hizo que se amplíen sus atribuciones, por lo que cambia de nombre a Dirección General de Impuestos (1912-1916) y luego a Dirección General de Impuestos Internos (1916).

### Servicio de Impuestos Internos
A mediados de los años 60 toma su actual nombre: Servicio de Impuestos Internos.
Durante el período del director Javier Etcheberry (1990-2002), comenzó un proceso de modernización del servicio. Una de las iniciativas más notorias fue la oficina virtual por Internet, que incluía la posibilidad de hacer declaración de impuesto a la renta, siendo uno de los primeros del mundoy por varios años el sitio web del Estado chileno con más visitas. En 1999 las declaraciones de renta por internet representaban el 5,2 % del total, modalidad que hacia 2005 ya alcanzaba el 96,3 % del total.M

## Facultades del servicio

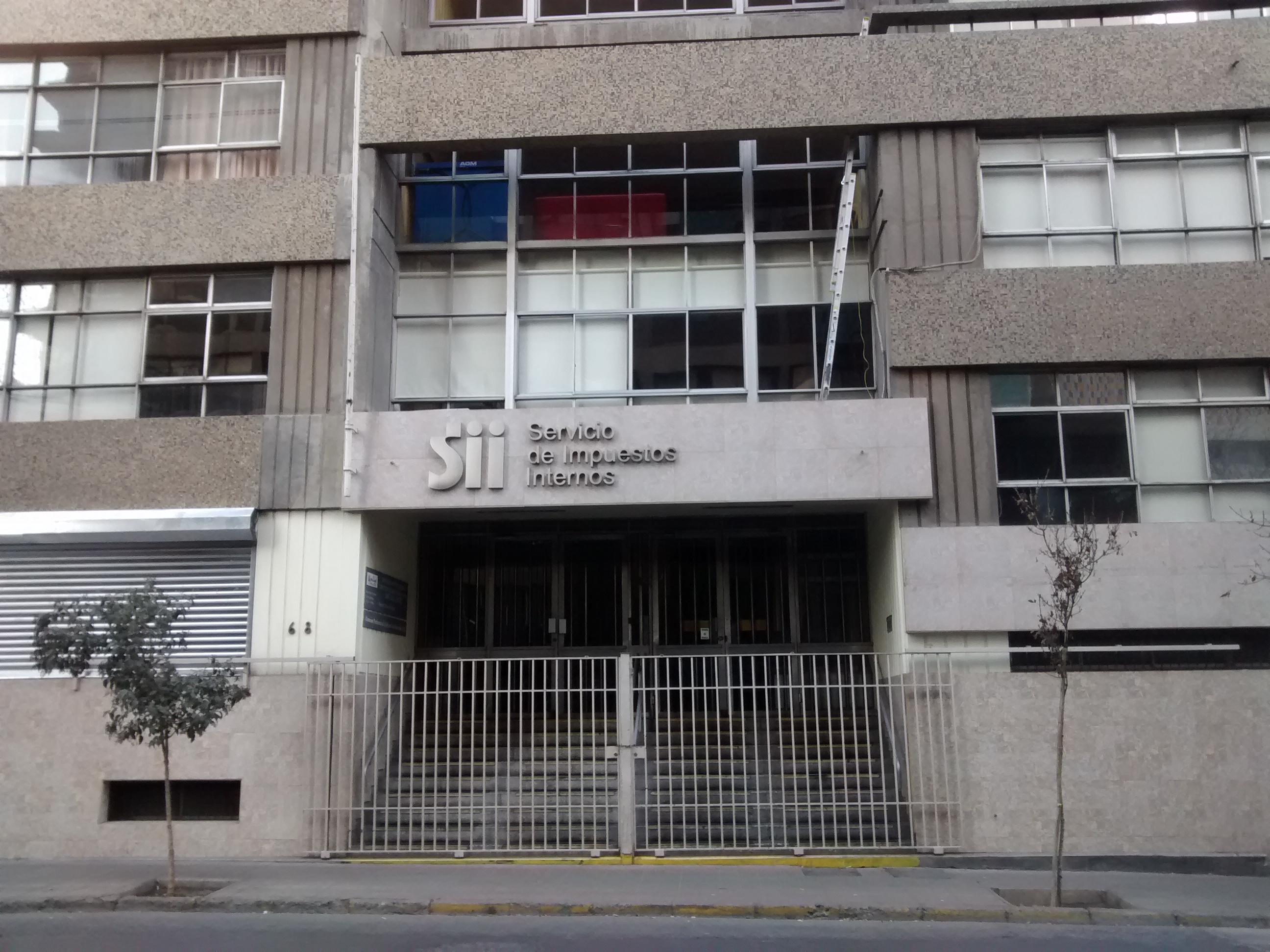
Dirección Regional Metropolitana Santiago Centro del Servicio de Impuestos Internos, Santiago de Chile.

En términos generales, se puede señalar que posee facultades administrativas y judiciales:

### Facultades administrativas
- Interpreta administrativamente la ley tributaria y fija normas complementarias.
- Representa al Fisco en la aplicación de los impuestos.
- Asesora al Ministro de Hacienda en materias tributarias.
- Resuelve reclamos administrativos respecto de la aplicación de los impuestos.

### Facultades judiciales
- Es el encargado de ejercer la acción penal por delitos tributarios.
- También resuelve las denuncias por infracción a la ley tributaria.

## Críticas
La crítica más común por académicos y empresariales que se hacía contra la normativa que regulaba al SII, es que le otorga al mismo tiempo facultades administrativas y judiciales, y la facultad de aplicar los impuestos. Es decir, el Servicio actuaría como juez y parte, ya que primero aplicaba el impuesto contra el contribuyente (parte) y después resolvía las reclamaciones que el contribuyente hacía (juez). Esto se considera una flagrante violación al principio de la imparcialidad de los tribunales de justicia, y por lo tanto, se estima que esta normativa atenta contra el artículo 19 N.º 3 de la Constitución Política de la República, que garantiza a todas las personas el derecho a un debido proceso. La respuesta a esta crítica se dio por la Ley N.° 20.322, que creó los Tribunales Tributarios y Aduaneros.
A mediados de 2012, el organismo condonó 125 millones de dólares a la empresa de retail Johnson's por concepto de multas e intereses, por lo que el director del SII, Julio Pereira, fue duramente cuestionado por su participación en el «perdonazo» y un supuesto conflicto de interés. Un desconocido vínculo comercial entre el director del SII y Cencosud (empresa dueña de Johnson's) originó su desvinculación del Servicio, junto con la de Mario Vila, subdirector jurídico de la institución.[cita requerida]
En 2014, la Fiscalía presentó acusación contra contadores y funcionarios del SII por fraude, dónde se investigó a ocho personas imputadas por el desfalco que afectó al Servicio de Impuestos Internos —cuyo monto superaba los $ 2700 millones—, a quienes se les atribuyó su responsabilidad en los delitos de soborno y fraude tributario por supuestamente contactar a contribuyentes y realizar operaciones que simulaban pérdidas tributarias para obtener devoluciones de manera ilícita.[cita requerida]
En 2015, el entonces director del SII, Michel Jorratt, fue increpado por demoras injustificadas en la presentación de querellas penales en contra de los políticos involucrados en el caso SQM. Este hecho repercutió en la renuncia de Jorratt al cargo, así como también la desvinculación de Cristián Vargas, subdirector jurídico del SII ese mismo año.[cita requerida]
El año 2017, el Juzgado de Garantía de Santiago condenó a Iván Eduardo Álvarez Díaz, exfuncionario del Servicio de Impuestos Internos (SII), a la pena única de 5 años de presidio, con el beneficio de la libertad vigilada intensiva. La condena sindica a Álvarez como autor de los delitos reiterados y consumados de cohecho pasivo, lavado de dinero y devoluciones de impuestos improcedentes. Los ilícitos se cometieron en Santiago entre junio de 2007 y diciembre de 2012 relacionados con el caso FUT.[cita requerida]
En abril de 2017, Michel Jorratt, exdirector del SII, develó presiones para obstaculizar el caso SQM provenientes desde el Gobierno de Michelle Bachelet. Una de las declaraciones de Michel Jorratt causó mucha controversia, debido a que este acusó al Gobierno de haberlo presionado para «enterrar» el caso SQM, en particular al exministro del Interior, Rodrigo Peñailillo: «Me estaban pidiendo desde el Ministerio del Interior que el caso SQM se enterrara, que no nos siguiéramos metiendo con ellos, que ojalá nosotros nos lleváramos la documentación antes que el Ministerio Público», sostuvo en Informe Especial, programa de televisión de TVN.
En el año 2018 se produjo una polémica por el proyecto de modernización tributaria impulsado por el Ministerio de Hacienda donde el nuevo director del SII, Fernando Barraza, defendió una supuesta recaudación de 1000 millones de dólares por la emisión de boletas electrónicas. El monto fue cuestionado por los gremios de fiscalizadores del SII, quienes la estimaron en apenas US$ 162 millones.
En julio de 2019, un reportaje de televisión de Informe Especial develó que muchas propiedades millonarias evitaban pagar las contribuciones que les corresponden, haciendo pasar los sitios construidos como eriazos o agrícolas. En abril de ese mismo año se había revelado que el presidente, Sebastián Piñera, desde hace 30 años que no pagaba las contribuciones de su casa de descanso en Caburgua, en la Región de La Araucanía, ubicada en un terreno de 20 hectáreas. La propiedad del presidente estaba valorizada fiscalmente en cerca de $ 12 millones, cifra que generó una serie de críticas debido a que no correspondía a la realidad. Debido a lo anterior, el Servicio de Impuestos Internos realizó un reevalúo de la propiedad, y de este modo, se pasó a casi $ 400 millones, y de ellos, $ 362 millones se consideraron como afectos a impuestos. La Tesorería General de la República afirmó que sólo podría cobrar tres años de contribuciones de forma retroactiva al presidente Sebastián Piñera, de los casi 30 años que el mandatario no pagó como impuesto.
En diciembre de 2019 se supo de 13 558 millones de pesos que fueron restituidos por el Servicio de Impuestos Internos a La Polar, luego de una larga pugna iniciada tras reportes de utilidades falsas entregados por la empresa cuyo conflicto judicial comenzó en 2013, cuando la empresa interpuso un recurso ante los Tribunales Tributarios y Aduaneros solicitando la devolución de los impuestos pagados entre 2006 y 2010.
En diciembre de 2019, la Cámara de Diputados aprobó la creación de una comisión especial investigadora que se encargará de indagar las actuaciones del Servicio de Impuestos Internos, la Unidad de Análisis Financiero (UAF) y cualquier otro organismo relacionado con la fiscalización de operaciones financieras. Esta instancia buscará dilucidar lo que estos organismos hicieron o dejaron de hacer en relación con las empresas como Bancard Inversiones Ltda. y Bancard Investment, ligadas al presidente Sebastián Piñera, o cualquier otra sociedad con domicilio en paraísos fiscales entre los años 2015 y 2019. Esta comisión se solicitó luego que una investigación periodística publicada por El Desconcierto informará una transferencia realizada en 2015 por Bancard Inversiones Limitada por 96 millones de dólares a una empresa relacionada con sede en las Islas Vírgenes Británicas, territorio incluido en la lista de países considerados como paraísos fiscales. Al respecto, el SII determinó la existencia de una transgresión a las normas de la Ley de Impuestos a la Renta, que implicó el no pago de impuestos entre 2016 y 2017 y, tras un proceso fiscalizador del organismo estatal, se concluyó con una reliquidación de impuestos que incluyó la condonación de intereses y multas, cuyos alcances se desconocen. Posteriormente, la citada empresa habría hecho nuevas transferencias por 400 millones de dólares a compañías relacionadas en las Islas Vírgenes y Luxemburgo, respecto de las cuales no existiría constancia del pago de impuestos o de fiscalización por parte del Servicio de Impuestos Internos.
A principios del año 2020 los trabajadores del SII hicieron público el rechazo al nombramiento del nuevo director de Grandes Contribuyentes, Harry Ibaceta, debido a los conflictos de interés que posee el nuevo director de la DGC, quién proviene del mundo de la asesoría tributaria a grandes empresas como gerente de Impuestos en Deloitte, SMU y Telefónica Chile.[cita requerida]

## Directores
Los directores del Servicio de Impuestos Internos han sido:
| Nombre                            | Inicio                 | Final                    | Presidente de la República |
| --------------------------------- | ---------------------- | ------------------------ | --- |
| Julio Cousin Daumiere             | 1902                   | 1904                     | Germán Riesco |
| Abelardo Pizarro Aracena          | 1904                   | 1913                     | Germán Riesco Pedro Montt Ramón Barros Luco |
| Eduardo MacKenna Cross            | 1913                   | 1914                     | Ramón Barros Luco |
| Alfredo Rioseco frito             | 1914                   | 1927                     | Ramón Barros Luco Juan Luis Sanfuentes Arturo Alessandri Palma Emiliano Figueroa                                                                     |
| Carlos Ramírez Figueroa           | 1927                   | 1931                     | Carlos Ibáñez del Campo |
| Julio Pistelli Benvenuto          | 1931                   | 1953                     | Juan Esteban Montero Rodríguez Arturo Alessandri Palma Pedro Aguirre Cerda Juan Antonio Ríos Morales Gabriel González Videla Carlos Ibáñez del Campo |
| Eduardo Urzúa Merino              | 1953                   | 3 de noviembre de 1964   | Carlos Ibáñez del Campo Jorge Alessandri Rodríguez                                                                                                   |
| Jaime Ross Bravo                  | 3 de noviembre de 1964 | 3 de noviembre de 1970   | Eduardo Frei Montalva |
| Jorge Soto Troncoso               | 3 de noviembre de 1970 | 1971                     | Salvador Allende Gossens |
| Juan Vadell Amion                 | 1971                   | 11 de septiembre de 1973 | Salvador Allende Gossens |
| Sergio Molina Marín               | 1973                   | 1974                     | Augusto Pinochet Ugarte |
| José Beytía Barrios               | 1974                   | 1978                     | Augusto Pinochet Ugarte |
| Felipe Lamarca Claro              | 1978                   | 1984                     | Augusto Pinochet Ugarte |
| Jorge Varela Videla               | 1984                   | 1985                     | Augusto Pinochet Ugarte |
| Francisco Fernández Villavicencio | 1985                   | 11 de marzo de 1990      | Augusto Pinochet Ugarte |
| Javier Etcheberry Celhay          | 11 de marzo de 1990    | 7 de enero de 2002       | Patricio Aylwin Azócar Eduardo Frei Ruiz-Tagle Ricardo Lagos Escobar                                                                                 |
| Juan Toro Rivera                  | 7 de enero de 2002     | 11 de marzo de 2006      | Ricardo Lagos Escobar |
| Ricardo Escobar Calderón          | 20 de marzo de 2006    | 11 de marzo de 2010      | Michelle Bachelet Jeria |
| Julio Pereira Gandarillas         | 11 de marzo de 2010    | 12 de julio de 2013      | Sebastián Piñera Echenique |
| Alejandro Burr Ortúzar            | 15 de julio de 2013    | 12 de marzo de 2014      | Sebastián Piñera Echenique |
| Michel Jorratt de Luis            | 12 de marzo de 2014    | 18 de mayo de 2015       | Michelle Bachelet Jeria |
| Fernando Barraza Luengo           | 11 de agosto de 2015   | 31 de marzo de 2022      | Michelle Bachelet Jeria Sebastián Piñera Echenique Gabriel Boric Font                                                                                |
| Hernán Frigolett                  | 1 de abril de 2022     | 8 de julio de 2024       | Gabriel Boric Font |
| Javier Etcheberry Celhay          | 8 de julio de 2024     | 22 de julio de 2025      | Gabriel Boric Font |
| Carolina Saravia Morales (s)      | 22 de julio de 2025    | en el cargo              | Gabriel Boric Font |

## Premios y reconocimientos
El servicio ha ganado varios premios nacionales e internacionales. Dentro de los más importantes están:
- Premio de las Naciones Unidas por Innovaciones en el Servicio Público 2003.[20][21]
- Premio WIBTA 2004 para Latinoamérica.[22]
- Premio Queveo 2012 en categoría infantil al sitio www.planetasii.cl. Por el aporte a la educación cívica de los niños.[23]
- Premio Anual por Excelencia Institucional en los años 2008, 2010, 2011, 2012 y 2018 otorgado por la Dirección Nacional del Servicio Civil.[19]